# Wojny magazynowe: Teksas
Wojny magazynowe: Teksas (ang. Storage Wars: Texas) – amerykański program typu reality show przedstawiający zmagania osób licytujących na aukcjach garażowe schowki. Jest to pierwszy spin-off programu Wojny magazynowe.

## Formuła
Założenia programu są zasadniczo takie same, jak w oryginalnej serii: nieopłacane przez trzy miesiące magazyny są wystawiane na sprzedaż. Po otwarciu kupujący mają pięć minut na obejrzenie ich zawartości, ale nie mogą wchodzić do środka ani niczego dotykać. Następnie odbywa się licytacja schowka, w którym mogą znajdować się wartościowe rzeczy. Każdy odcinek przedstawia zwycięzców licytacji, którzy po przejrzeniu zawartość magazynu, najcenniejsze przedmioty zanoszą do wyceny ekspertom.  

## Historia
Po sukcesie Wojen magazynowych postanowiono zrealizować jego spin-off. Pierwsza seria licząca szesnaście odcinków pojawiła się w amerykańskiej stacji A&E 6 grudnia 2011 roku, a jej premierowy odcinek obejrzało ponad 4 miliony widzów. Wcześniej dwóch uczestników nowego programu – Ricky i Bubba – pojawiło się gościnnie w specjalnym wydaniu oryginalnej serii. Choć ujawniono wówczas, że program będzie nosił tytuł: Wojny magazynowe: Dallas, to później zmieniono jego nazwę na obecną. Po pierwszych trzech seriach niektórzy uczestnicy postanowili zrezygnować z dalszego udziału lub pojawiać się tylko gościnnie.
Dzięki popularności jaką zyskał program, telewizja A&E sprzedała go także do innych krajów, m.in. Kanady, Polski, Holandii czy Finlandii.

## Uczestnicy

### Główni kupujący
- Ricky Smith i jego siostrzeniec Clinton „Bubba” Smith (Sezon 1–nadal) – wspólnie prowadzą hurtownię w Lampasas w Teksasie, gdzie handlują kupionym na aukcjach towarem. Często udają „wiejskich głupków”, żeby uśpić czujność innych uczestników podczas licytacji.
- Jenny Grumbles (Sezon 2–nadal) – restauratorka i projektantka mebli, która prowadzi w Dallas butik meblowy. Aukcjami magazynów zainteresowała się po tym, jak jej przyjaciel wylicytował meble za 1000 dolarów, a następnie sprzedał za 5000 dolarów. W programie pojawia się od drugiego sezonu.
- Mary Padian (Sezon 2–nadal) – restauratorka i projektantka mebli. Prowadzi niewielki sklep meblowy o nazwie Mary's Finds. W programie pierwszy raz pojawiła się wspólnie z Moe. Licytacje przekonały ją, że może to być świetne źródło zaopatrzeniowe dla jej rozwijającego się sklepu. Na stałe do obsady programu dołączyła na początku drugiego sezonu[4].
- Lesa Lewis (Sezon 1, nieregularne występy w sezonie 2–nadal) – wspólnie ze swoim pracownikiem i przyjacielem Jerrym Simpsonem prowadzi sklep w Crockett, gdzie sprzedaje kupione na aukcjach towary. W sezonie drugim pojawiali się nieregularnie, ustępując miejsca Mary Padian i Jenny Grumbles. Był to prawdopodobnie skutek ujawnienia informacji, że kilka lat wcześniej Jerry był aresztowany za sprzedaż niedozwolonych substancji. Chociaż oboje chcieli wycofać się z programu, to ostatecznie postanowili, że pozostaną.

### Inni kupujący i uczestnicy
- Francis Grumbles – matka Jenny, która pojawiła się w sezonie IV odcinek 10.
- Conor „Blom” Padian – brat Mary. Wystąpił w kilku odcinkach 3 sezonu.
- Kenny Stowe – właściciel domu aukcyjnego i licytator. Wyznaje zasadę, żeby podczas każdej aukcji wykupić nie jeden, lecz kilka schowków. Pojawił się w kilku odcinkach 3 sezonu.
- Matt Blevins – kupujący, który znany jest ze swojego szowinistycznego nastawienia do kobiet. Przez swoje zachowanie raz prawie został wyrzucony z licytacji. Wystąpił w kilku odcinkach 3 sezonu.
- David Kay – Brytyjczyk, który pojawił się w trzech odcinkach 3 sezonu. Słynie z barwnego słownictwa, opisującego uiszczoną kwotę za schowek.

### Byli kupujący
- Roy Williams (Sezon 1) – były zawodnik NFL. Pierwszy raz pojawił się w 10 odcinku 1 sezonu, choć jeszcze nie jako kupujący. Ricky i Bubba w jednym z magazynów znaleźli kask z domniemanym autografem Roya, więc poprosili go o jego weryfikację. Zabrali go również na aukcję, po której zdecydował się dołączyć do obsady programu. Pojawił się jednak tylko w pierwszym sezonie.
- Victor Rjesnjansky (Sezony 1-3) – nowojorczyk mówiący charakterystycznym dla tego miasta dialektem. Ponadto jego znakami rozpoznawczymi są: BMW, styl rodem z rodziny Soprano oraz wypowiadanie głośnego „Right Here!" podczas licytacji. Wspólnie ze swoją partnerką Joann prowadzi dwa sklepy w Tyler w Teksasie.
- Morris „Moe” Prigoff (Sezony 1-3) – siedemdziesięcioletni podolog (lekarz zajmujący się chorobami stóp) prowadzący własną praktykę oraz butik z antykami o nazwie „River Regency Modern”. Znany jest ze swoich krzykliwych strojów oraz zamiłowania do antyków, które wyszukuje na licytacjach. Przestał się pojawiać w programie po drugim odcinku 3 sezonu.

### Inne osoby
- Walt Cade – licytator, który przeprowadza magazynowe aukcje. Podczas każdej z nich nosi różne, robione na zamówienie koszule.
- Thom Beers – producent wykonawczy i narrator programu. Na początku każdego odcinka objaśnia założenia programu i podsumowuje zyski i straty kupujących.